# Printzensköld
Printzensköld är en svensk adelsätt. Trots namnlikhet saknar den samband med ätten Printzsköld.
Ättens stamfader Johan Printz gjorde karriär under Trettioåriga kriget och adlades 1645 med namnet Printzensköld. 

## Medlemmar av släkten
- Adolf Printzensköld
- Carl Printzensköld, flera personer
  - Carl Printzensköld (konstnär)
  - Carl Printzensköld (militär)
  - Carl Printzensköld (ämbetsman)
- Axel Printzensköld
- Eric Adolph Printzensköld